# Stiletta nitida
Stiletta nitida är en insektsart som beskrevs av Kenneth Hedley Lewis Key 1976. Stiletta nitida ingår i släktet Stiletta och familjen Morabidae. Inga underarter finns listade i Catalogue of Life.